# La supplente va in città
La supplente va in città è un film erotico del 1979 diretto da Vittorio De Sisti.

## Trama
Rubina va a Roma per cercare il fidanzato che l'ha illusa e farsi sposare, ma questi rifiuta e, per vendetta, lei lo denuncia per stupro. Dopo quest'operazione diventa cameriera di una famiglia e in seguito commessa del loro negozio di abbigliamento, dove conquista tutti, per poi sposarsi con il figlio del titolare. Ma si fa mettere incinta dall'ex fidanzato che nel frattempo è uscito di prigione. Il finale vede il datore di lavoro paralizzato per colpa del tradimento di Rubina, mentre quest'ultima continua la relazione con il suo amichetto.